# Inget nät
Inget nät är en isländsk film från 2007, regisserad, skriven och producerad av Ari Kristinsson.

## Handling
Kalli som tycker om datorer bor i Reykjavík med sin mamma. Ett år blir han tvungen att fira jul med sin pappa och hans nya familj på norra Island. Efter att ha blivit lämnade ensamma dras Kalli och styvsystern Ellen in i ett mysterium där en spökpojke söker upp dom för att be dom hitta hans skelett så att han kan begravas.

## Rollista
- Margrét Ákadóttir som Kalli
- Árni Beinteinn Árnason
- Erlendur Eiríksson
- Steinn Ármann Magnússon
- Magnús Ólafsson
- Margrét Vilhjálmsdóttir
- Thórdís Hulda Árnadóttir
- Brynhildur Guthejónsdóttir
- Bergthór Thorvaldsson